# Bình Đông (phường)
Bình Đông là một phường thuộc Thành phố Hồ Chí Minh, Việt Nam.

## Địa lý
Phường Bình Đông có vị trí địa lý:
- Phía Bắc giáp với phường Chánh Hưng
- Phía Nam giáp các xã Bình Chánh, Tân Nhựt và Hưng Long
- Phía Đông giáp xã Bình Hưng
- Phía Tây giáp phường Phú Định

Phường có diện tích 8,93 km², dân số năm 2025 là 156.332 người, mật độ dân số đạt 17.506 người/km².

## Lịch sử
Ngày 16 tháng 6 năm 2025, Ủy ban Thường vụ Quốc hội ban hành Nghị quyết số 1685/NQ-UBTVQH15 về việc sắp xếp các đơn vị hành chính cấp xã của Thành phố Hồ Chí Minh năm 2025 (có hiệu lực từ ngày 16 tháng 6 năm 2025). Theo đó, sắp xếp toàn bộ diện tích tự nhiên, quy mô dân số của phường 6, một phần phường 7, phần còn lại của phường 5 (thuộc Quận 8 cũ) và xã An Phú Tây (huyện Bình Chánh cũ) thành phường Bình Đông.